# Lucullus
Lucius Licinius Lucullus, född 117 f.Kr. i Rom, död 56 f.Kr. i Neapel, var en romersk militär och politiker. Han var känd för sina militära framgångar i Asien och sin luxuösa livsstil.
Lucullus tillhörde adelsätten Licinia och var barnbarn till konsuln Lucius Licinius Lucullus. Hans far hamnade i flera vendettor som resulterade att han blev tvungen att gå i landsflykt, medan Lucullus mor upprepade gånger var otrogen.

## Karriär
Under det första mithridatiska kriget mellan 90 och 85 f.Kr. i Främre Asien mellan Sulla och Mithridates VI Eupator gjorde Lucullus flera betydande insatser. Hans flotta besegrade Mithridates amiral Neoptolemus i slaget vid Tenedos (dagens Bozcaada). Efter bundsförvantskriget 91 till 88 f.Kr. stödde Lucullus, som då var quaestor, den blivande diktatorn Sullas marsch mot Rom.
Provinsen främre Asien var den rikaste i hela romarriket; problemet var att Sulla inte hade gjort slut på Mithridates VI Eupator utan istället varit mer intresserad av att ta sig tillbaka till Rom så fort som möjligt för att göra själv till diktator. Därför hade Mithridates VI Eupator kommit undan och byggde på nytt upp sin armé efter romersk modell.
År 74 blev han konsul tillsammans med Marcus Aurelius Cotta. Efter ett långt dödläge i senaten fick slutligen Lucullus och den andra konsulen Marcus Cotta klartecken av senaten att bege sig till Asien. För Lucullus gick det till en början bra. Dock blev han tvungen att avbryta sitt eget angrepp på grund av att Cotta hade förlorat sin flotta och det fanns risk att även hans armé skulle kunna falla i händerna på Mithridates.
Den främsta bedriften som Lucullus gjorde var när han belägrade den armeniska staden Tigranokert vid floden Tigris 69 f.Kr. Armeniens kung Tigranes II kom med sin här till undsättning. Trots numerärt underläge lyckades Lucullus både att besegra den armeniska hären och inta Tigranokert. Lucullus hjälptes av att icke-armeniska vakter öppnade portarna till staden. Nästa drabbning mellan Rom och Armenien kom att stå vid staden Artisjat. Detta slag blev inte framgångsrikt för den romerska armén som gjorde myteri tre gånger.

## Giftermål och familjeliv
Lucullus gifte sig med Clodia; han var så angelägen att få gifta sig med henne att han inte brydde sig om någon hemgift. Denna uppoffring berodde inte på kärlek utan på att Clodia tillhörde den claudiska ätten, en av de mest betydelsefulla släkterna i Rom. Dock visade hon sig vara notoriskt otrogen. Lucullus fick emellertid dottern Licinia med sin första hustru. Efter sin hemkomst från främre Asien skilde han sig från henne efter att offentligt ha anklagat henne för att ha delat säng med sin bror. Med sin andra hustru Servilia hade Lucullus sonen Marcus, som senare stupade för senatens intressen i slaget vid Filippi. Lucullus är också känd för sina trädgårdar och sina "luculliska" måltider. Han lär ha infört körsbärsträdet i Europa från Mindre Asien. Han är också känd för sina lyxvillor utanför Rom och vid Neapelbukten, där han lät anlägga fiskdammar både för sötvatten och saltvatten till stora kostnader.
Om Lucullus sista tid skriver den italienske historikern Guglielmo Ferrero:
Han hade trätt åt sidan för alltid; han levde i en atmosfär av ljus och lugn, på en underbar ö full av glädje och ro. Honom ensam utkorade åt sig Euthanasia, den milda dödens gudinna. Detta egenartade geni, denne lycklige eremit nådde fram till sitt jordelivs afton efter att ha fullbordat en stor världshistorisk uppgift, och under det att den nya, av honom skapade imperialismens tragiska katastrof långsamt nalkades, skulle det förunnas honom allena bland alla tidens stora män att i frid få insomna i den tysta gudinnans armar.[källa behövs]